# Pedro Roda
Pedro Roda Fornaguera (Bogotá, 7 de noviembre de 1964) es un actor colombiano, con una extensa trayectoria en la televisión. Es más conocido por interpretar a Olegario Quiñones en la exitosa telenovela Pasión de gavilanes. Ha actuado en otras telenovelas como ¿Por qué mataron a Betty si era tan buena muchacha?, La tormenta, Bella Calamidades, entre muchas más.

## Estudios
Pedro Roda nació en Bogotá el 7 de noviembre de 1964, hijo de dos artistas: del pintor Juan Antonio Roda y de María Fornaguera. En 1980 terminó sus estudios de primer y segundo ciclo en el Liceo Juan Ramón Jiménez. Un año después, estudió en Teatro Libre en talleres de formación actoral.
En 1982, fue alumno de David Manzur en su academia, quien le inculcó la pasión por la pintura. Posteriormente, en 1983 viaja a España, donde estudió en la Academia Portal del Ángel, en Barcelona. Allá permaneció durante mucho tiempo y en 1984, estuvo en la Academia Massana, en el mismo lugar.
Posteriormente, estuvo en la Universidad Jorge Tadeo Lozano (Facultad de Artes, 1985), Taller de Combate escénico (Prof: Kumalachou Bimbolat, 1994), Taller de actuación (Maestro Francois Lecoq, 1995), Taller de actuación (Grupo “Footsbarn” de Francia, 1996) y en el Taller sobre “Dramaturgia actoral”  del Maestro José Sanchis de España en 1997.

## Filmografía

### Televisión
- Arcángel (1987)
- Don Chinche (1988)
- Romeo y Buseta (1988)
- LP loca pasión (1989) — Mateo
- ¿Por qué mataron a Betty si era tan buena muchacha? (1990)
- Escalona (1992) — Nelson Coronado
- La mujer doble (1992)
- Almas de Piedra (1994)
- De pies a cabeza (1994)
- Pecado santo (1995) — Padre Góngora
- Mascarada (1996)
- La invencible mujer piraña (1997)
- Dos mujeres (1997)
- Corazón prohibido (1998-1999)
- Yo amo a Paquita Gallego (1999) — Alfredo Bedoya
- Así es la vida (1999)
- Donde está el amor (1999)
- La caponera (1999-2000)
- La costeña y el cachaco (2003-2004) — Juan Diego
- Pasión de gavilanes (2003-2004) — Olegario
- La mujer en el espejo (2004-2005) —  Armando
- Lorena (2005)
- La tormenta (2005-2006) — Comandante Pedraza
- Criminal (2006) — Lopez
- Tu voz estéreo (2006-2008) — Varios personajes
- El Zorro: la espada y la rosa (2007) — Manuel de Saavedra
- Madre Luna (2007) — Bebo Cantillo
- Decisiones (2007)
- La marca del deseo (2007)
- La dama de Troya (2008)
- Aquí no hay quien viva (2008) — Bruno (Ep: Éranse unos estatutos)
- Doña Bárbara (2008) — Tulio Meneses
- Grey's Anatomy (2009)
- Inversiones el ABC (2009)
- Bella Calamidades (2010) — Pablo Ávila
- Decisiones extremas (2010)
- Amar y temer (2011)
- Los herederos del Monte (2011) — Doctor
- Escobar, el patrón del mal (2012) — Juan Guillermo Cano
- A mano limpia (2012-2013)
- La selección (2013)
- Tres Caínes (2013) — Rafael Moreno (Rafael Pardo)
- El chivo (2014)
- El laberinto de Alicia (2014)
- Tiro de gracia (2015)
- Laura, la santa colombiana (2015)
- La esclava blanca (2016) — Damián Caicedo
- La ley del corazón (2016) — Ignacio
- Tarde lo conocí (2017-2018)
- Garzón (2018) — Rafael Pardo
- La reina del flow (2018-2021) — Jose Serna
- La gloria de Lucho (2019) — Quevedo
- Bolívar (2019) — Diego Aponte
- Relatos Retorcidos: La Agonía de Rafael Uribe Uribe (2019) — Cirujano Henao
- Verdad oculta (2020) — Comandante
- Tonada al Viento (2020) — Argilio
- Enfermeras (2021) — Don Alejandro[7]
- Lala's Spa (2021)
- Café con aroma de mujer (2021) — Psicólogo
- Te la dedico (2022) — Notario
- Hasta que la plata nos separe (2022) — Juez Leonidas Matheus

## Cine
- Todos somos responsables (1981) — (película, papel protagónico)
- Una mujer sin... (1985) — (película, Papel protagónico dentro del curso de cinematografía)
- Arcadia va al cine (1985)
- Deseos (1988)
- Loca pasión (1989)
- Que no le pase a usted  (1990)
- Presidencia de República (1990) — Corto sobre los derechos humanos Actor
- Mi única verdad (1993)
- Los Tuta (1993)
- Los wachimanes (1995)
- Los Gil (1997)
- Golpe de Estadio (1998) — Dir Sergio Cabrera Película Actor
- La Toma de La Embajada (1999)
- Los ojos de la muerte (2007)
- El fantasma del DAS (2007) — Hector

## Teatro
- Las Brujas de Roald Dahl (1992) — Dir: Alejandro González, Dir. de la Escuela de Teatro de La Universidad del Valle
- Espérame al final (1992)
- III Festival Iberoamericano de Teatro (1992)
- Profesor de teatro Colegio “Los Nogales” (1993-1994)
- IV Festival Iberoamericano de Teatro (1994)
- Los Diálogos de Platón (1994) —Teatro Actor Escuela Nacional de Arte Dramático Dir: Alejandro González, Dir de la Escuela
- Las Obras Completas de William Shakespeare (1997) — Dir: Juan Ángel Teatro Música
- Exposición de grabados en La Alianza Francesa dentro de la colectiva (1998) — Actores en el lienzo
- El Ultimo Blues (1998-1999) — Unitario Actor protagónico
- El convidado de Piedra (1998-1999) — Unitario Actor protagónico
- El General Único (1999) — Unitario Actor